# ドミトリー・シェーヴィチ
ドミトリー・エゴロヴィチ・シェーヴィチ（露: Дмитрий Егорович Шевич、1839年6月8日-1906年10月24日）は、ロシア帝国の外交官。姓はシェービッチ、シェービチとも。
シェーヴィチ家（Шевичи）出身の貴族で、駐日ロシア帝国公使（1886年-1892年）、駐ポルトガル公使（1892年-1896年）、駐スペイン公使（1896年-1906年）などをつとめた。
ロシア皇太子ニコライ（のちのニコライ二世）来日時に滋賀県大津で暴漢に襲われた事件（大津事件）当時の駐日公使である。

## 生涯
1839年6月8日、サンクトペテルブルク生まれ。父はロシア帝国陸軍イワン・シェーヴィチ将軍（Шевич, Иван Егорович）の息子である陸軍大佐エゴール・シェーヴィチ（1808年-1849年）、母はニコライ1世の下で法務大臣などを歴任したドミトリー・ブルードフ  (Dmitry Bludov)  の娘リディア・ブルードワ（1815年-1882年）である。
1858年に貴族の子弟のための貴族幼年学校（近衛士官学校、Пажеский корпус）を卒業し、1860年1月25日ロシア帝国外務省に入省。1862から侍従見習（Камер-юнкер）、1873年から侍従（Камергер）となる。
1860年にナポリ、1862年にはローマに赴任し、1863年からは当時最年少の書記官としてヴュルテンベルクに駐在、1867年にスウェーデンに駐在した。フィレンツェ赴任時にナポリ副領事を兼務（1870年-1872年）し、1872年からは上級書記官として在ローマ大使館勤務となり1883年に同大使館参事官となる。
最終官位は三等文官（1894年4月17日からТайный советник）。1905年4月17日に授与された聖アレクサンドル・ネフスキー勲章 (Order of Saint Alexander Nevsky) をはじめ多数の勲章を受章しており、イタリア、モンテネグロ、日本、ポルトガル、スペイン各国からも勲章を受章している
1905年、ロシア帝国国家評議会議員となる。1906年、ヴェルサイユ宮殿内で死去し、遺体はロシア帝国墓地のあるヴィースバーデンに埋葬された。
1887年5月22日にヴェーラ・フョードロワ・フォン・メングデン（1840年-1913年）と結婚。二人の間には子供はできなかったが、シェーヴィチはヴェーラ夫人が前夫アレクサンドル・スヴェルベーエフ（サマラ県知事（グベルナートル）など）との間にもうけた娘ヴェーラ・スヴェルベーエワを引き取り、1887年10月21日に正式に養女として迎え入れる法的手続きを済ませ、シェーヴィチの名を名乗ることを許した。